# Кибечкасы
 Кибечкасы́  (чув. Кипечкасси) — деревня в Чебоксарском муниципальном округе Чувашской Республики. До преобразования в 2022 году Чебоксарского района в муниципальный округ деревня входила в состав Вурман-Сюктерского сельского поселения.

## География
Находится в северной части Чувашии, в 1 км севернее автомагистрали М7 «Волга», на расстоянии приблизительно 20 км на запад-северо-запад по прямой от районного центра — посёлка Кугеси. Расстояние до столицы республики — города Чебоксары — 24 км, до районного центра — 26 км, до железнодорожной станции — 24 км. 

## История
Известна с 1859 года как околоток деревни Ишлей-Шербаши (ныне Вурманкасы) с 22 дворами и 150 жителями. Жители до 1866 года — государственные крестьяне; занимались земледелием, животноводством, домашним ремеслом, отхожими промыслами. В 1930-х годах функционировала библиотека. В 1926 году — 47 дворов, 249 жителей, в 1939—317 жителей, в 1979—293. В 2002 году было 75 дворов, в 2010 — 79 домохозяйств. В период коллективизации был образован колхоз «Красный танк», в 2010 году действовал СХПК «Атăл».

## Топонимика
Название деревни произошло от мужского имени Кипеҫ/Кипеч.— Географические названия Чувашской Республики.

## Население
| 2010 | 2012 |
| ---- | ---- |
| 247  | ↗259 |

Постоянное население составляло 230 человек (чуваши — 99 %) в 2002 году, 247 в 2010.

## Памятники и памятные места
- Памятник погибшим воинам «Они погибли в Великой Отечественной войне» (ул. Совхозная)[9].